# 果阿石

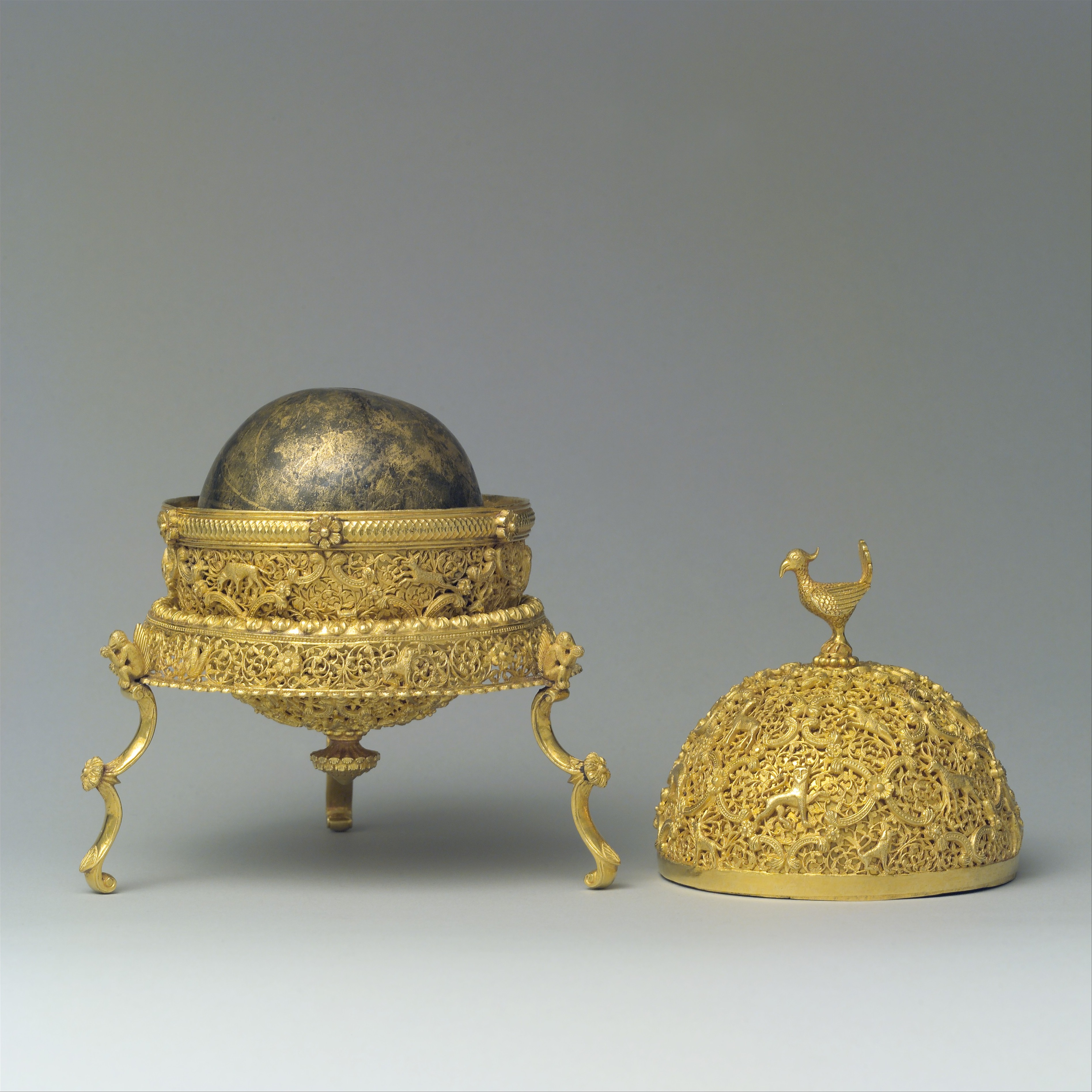
17世纪晚期至18世纪初期所制造的果阿石和保存它的金质容器，现收藏于美国纽约大都会艺术博物馆

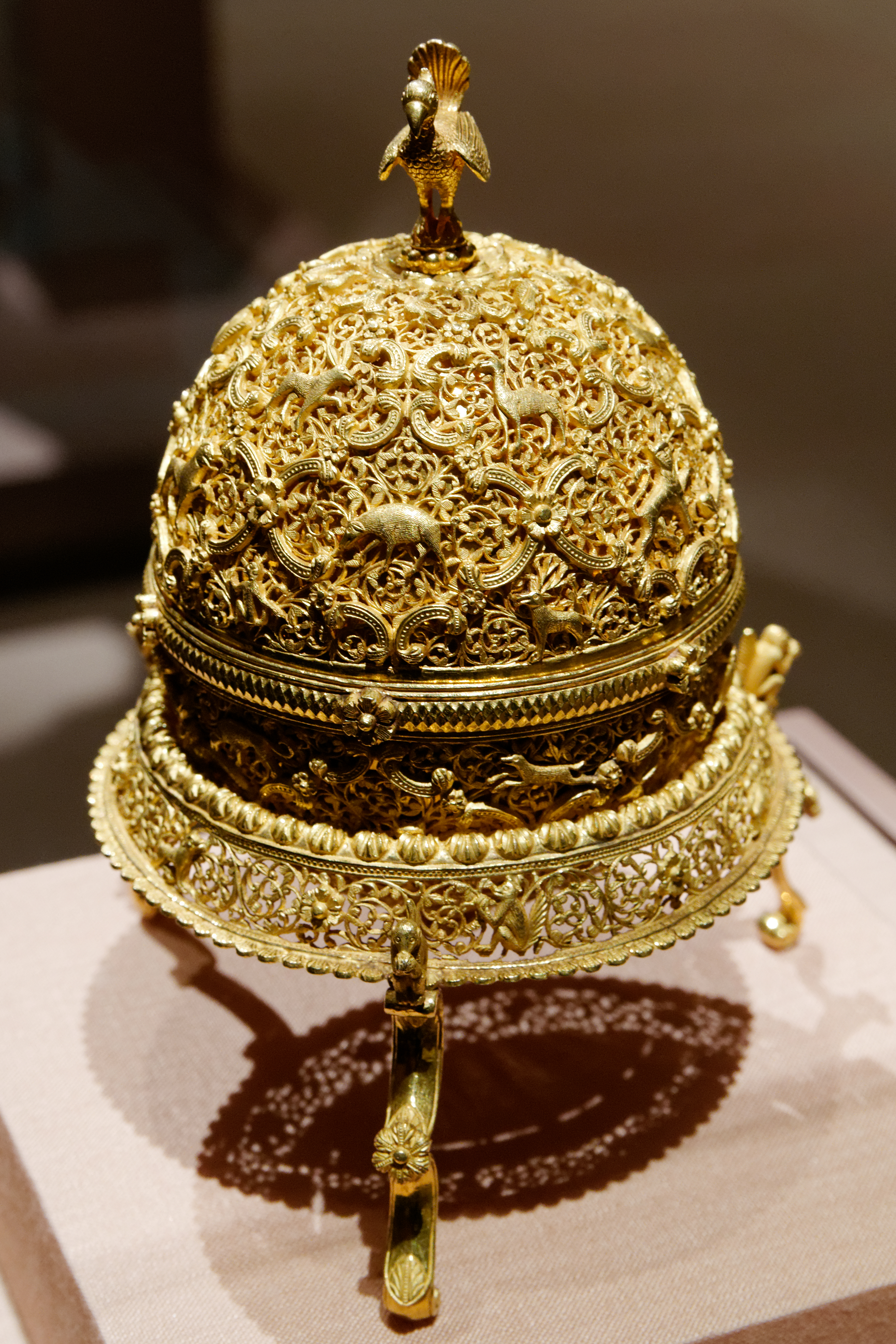
保存果阿石的金质容器，现收藏于美国纽约大都会艺术博物馆

果阿石是一种被认为具有药用和护身符的性质的人造胃肠石，因产自印度果阿，故得此名。果阿石很有可能是十七世纪晚期在印度果阿的耶稣会制造的。因为自然胃肠石不足以满足需求，印度果阿的耶稣会便开始大量生产果阿石。果阿石的发明者被确认为是凡人修士加斯帕尔·安东尼奥。1691年3月6日，葡萄牙人确认了该耶稣会在当地的果阿石垄断。

## 简介
果阿石是由有机物和无机物共同结合而成的。通过将毛发、贝壳、象牙、树脂和破碎的宝石等原材料塑造成一个球体并加入色素。如马宝一样，果阿石被认为可以预防疾病和治疗中毒。可以通过将果阿石碎成小块后剃成口服溶液、茶或酒等服用。由于被认为可以提高药用性质，果阿石必须被保存在华丽的容器内，如纯金或镀金的球型容器内。这些容器通常被装饰以精细的金银花丝，有时会点缀一些动物的形状，如猴子、独角兽、狗和鹦鹉等。